# Albert Bance
Pour les articles homonymes, voir Bance.
 (décembre 2016).
Albert Bance, né le 16 octobre 1847 à Paris et mort le 5 février 1899 dans le 16e arrondissement de Paris, est un artiste peintre, graveur et illustrateur français de l'École de Barbizon.

## Biographie
Seul garçon d'une fratrie de quatre enfants, il est le fils de Balthazar Bance (1804-1862), éditeur d'art et d'architecture et de Marie-Louise Charlotte Tullié Joyant, et le petit-fils de Jacques-Louis Bance (1761-1847), graveur, éditeur et marchand d'estampes à Paris. Il fut l'élève des peintres Émile van Marcke (1827-1890) et d'Ulysse Butin (1838-1883).

## Salons et expositions
- Salon de 1875 : Retour des mouillières de Villerville, dans le Calvados[réf. nécessaire]
- Salon des Artistes français de 1881 : Égarée[réf. nécessaire]
- Exposition d'Amiens en 1884 : Contemplation[réf. nécessaire]
- Exposition d'Amiens vers 1885 : Vieux chêne en Vendée, La Gare à Saint-Sauveur (Hautes-Pyrénées), Coucher de soleil à Néris (Allier), Le Soir à Saint-Pair (Manche)[réf. nécessaire]
- Exposition à Montpellier : médaille de bronze[réf. nécessaire]
- Exposition à Saint-Germain-en-Laye : médaille d'argent[réf. nécessaire]

## Estampes
- Bateau de pêche à Berck, estampe, musée municipal de Vendôme

### Iconographie
- Ernest Ange Duez, Portrait d'Albert Bance, 1876, huile sur toile, musée d'art de Toulon